# Gando (Burkina Faso)

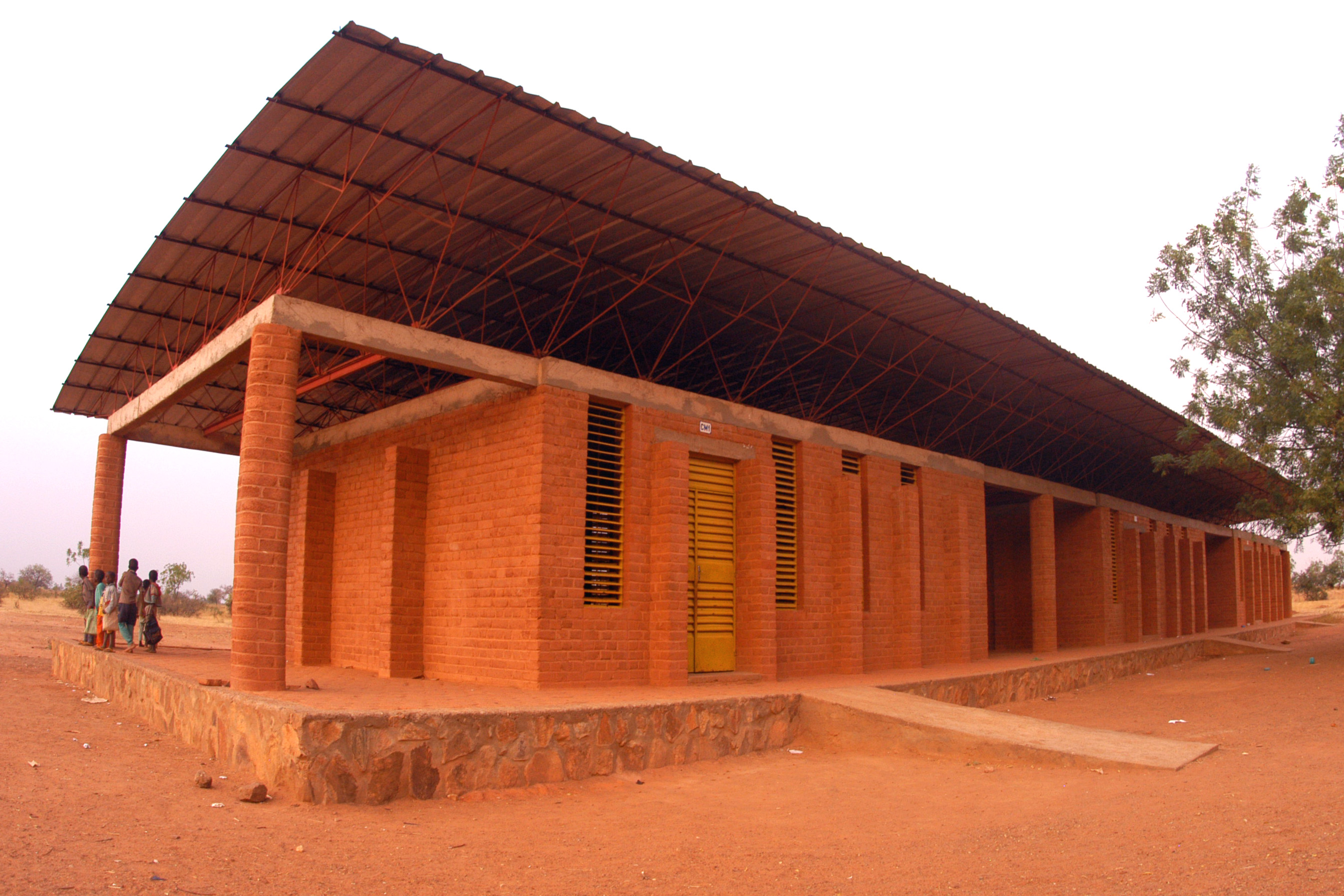
Grundschule in Gando

Gando ist ein Dorf in Burkina Faso, in der Region Centre-Est, der Provinz Boulgou und dem Departement Tenkodogo. Das Dorf wurde 2004 bekannt, als der aus Gando stammende und in Deutschland lebende Architekt Diébédo Francis Kéré den renommierten Aga Khan Award for Architecture für den Bau der Grundschule Gando erhielt, die 2001 gebaut und 2006–2008 erweitert wurde.
Weitere Bauten von Kéré sind die 2004 fertiggestellten Unterkünfte für Grundschullehrer und ihre Familien, die 2010 bezogene Grundschulbücherei und die seit 2011 im Bau befindliche Naaba Belem Goumma Sekundarschule.
Gando hat rund 2500 Einwohner, welche in verstreut liegenden Gehöften wohnen.